# Wendeburg
Wendeburg er en kommune med godt 10.100 indbyggere (2013) i Landkreis Peine i den østlige del af den tyske delstat Niedersachsen.

## Geografi
Wendeburg ligger ved den nordveslige bygrænse til Braunschweig. Kommunen er præget af landbrugslandskab, men der er i de senere år blevet bygget i alle landsbyerne. Alligevel bliver de traditionelle strukturer beholdt, så det er en  „Idylle im Grünen“. I Wendeburg er der fliluftsbad og et stort indkøbscenter
Vandløbene Aue und Erse løber gennem kommunen fra syd mod nord ligesom Stichkanal Salzgitter, der forbinder byen Salzgitter med den øst-vestgående Mittellandkanal som dem møder i kommunen.

### Nabokommuner
Mod nord ligger kommunen Edemissen, mod nordøst
Samtgemeinde Papenteich, mod sydøst Braunschweig, mod syd Vechelde
og mod vest Peine.

### Inddeling
- Bortfeld (2494 indb.)
- Harvesse (410 indb.)
- Meerdorf (1136 indb.)
- Neubrück, herunder Ersehof (1366 indb.)
- Rüper (198 indb.)
- Sophiental (489 indb.)
- Wendeburg (med bydelene Wendezelle og Zweidorf: 4234 indb.)
- Wense (286 indb.)

(indb. pr. 2013)